# 和平路 (合肥)
和平路，安徽省合肥市的一条东南-西北向次干道，是裕溪路北侧的分流次干道。道路起自撮镇境内的窦塘路西侧，穿越整个瑶海区后止于南淝河左岸的滨河路。沿路有肥东县龙塘学校、华东国际建材中心、合肥大兴塔陵园、百大周谷堆农产品国际物流园、合肥市第五十五中学新校区、合肥市第一中学瑶海校区、合肥市和平小学第二小学、安徽财贸职业学院和平校区、合肥市第五中学和平校区、合肥市第二人民医院、合肥市和平小学、和平广场、合肥市瑶海区人民政府等。

## 轨道交通
- █ 4号线：唐桥站
- █ 6号线：伏龙站⇄龙塘站